# 텔레커넥션
텔레커넥션(teleconnection)은 대기과학에서 먼 거리(일반적으로 수천 킬로미터)에서 서로 관련된 기후 이상 현상을 말한다. 가장 상징적인 텔레커넥션은 남방진동을 정의하는 타히티와 호주 다윈의 해수면 압력을 연결하는 것이다. 또 다른 잘 알려진 텔레커넥션은 전통적으로 북대서양 진동(NAO)을 정의하는 아이슬란드의 해수면 압력과 아소르스 제도의 압력을 연결한다.

## 역사
텔레커넥션은 19세기 후반 영국의 기상학자 길버트 워커 경이 대기압, 온도 및 강우의 시계열 간의 상관 관계 계산을 통해 처음으로 언급했다. 이것들은 기후 변동성이 순전히 무작위적이지 않음을 보여줌으로써 기후 변동성을 이해하기 위한 빌딩 블록 역할을 했다.
실제로 엘니뇨 남방진동(ENSO, El Niño-Southern Oscillation)이라는 용어는 이 현상이 한 번에 여러 위치에서 변동성의 기초가 된다는 것을 암묵적으로 인정한다. 태평양-북미 텔레커넥션 패턴으로 구현된 것처럼 관련 텔레커넥션이 북미 전역에서 발생한다는 사실이 나중에 밝혀졌다.
1980년대에는 개선된 관측을 통해 대류권 전체에서 더 먼 거리에서 텔레커넥션을 감지할 수 있었다. 이와 동시에 지구의 구형 기하학으로 인한 로스비파의 분산을 통해 이러한 패턴을 이해할 수 있다는 이론이 등장했다. 이를 "프로토 모델"(proto-model)이라고도 한다.